# Anniella pulchra
Anniella pulchra е вид влечуго от семейство Anniellidae. Видът не е застрашен от изчезване.

## Разпространение и местообитание
Разпространен е в Мексико и САЩ.
Обитава пясъчни дъна на морета и крайбрежия.

## Описание
Популацията на вида е намаляваща.